# Fokker F-11

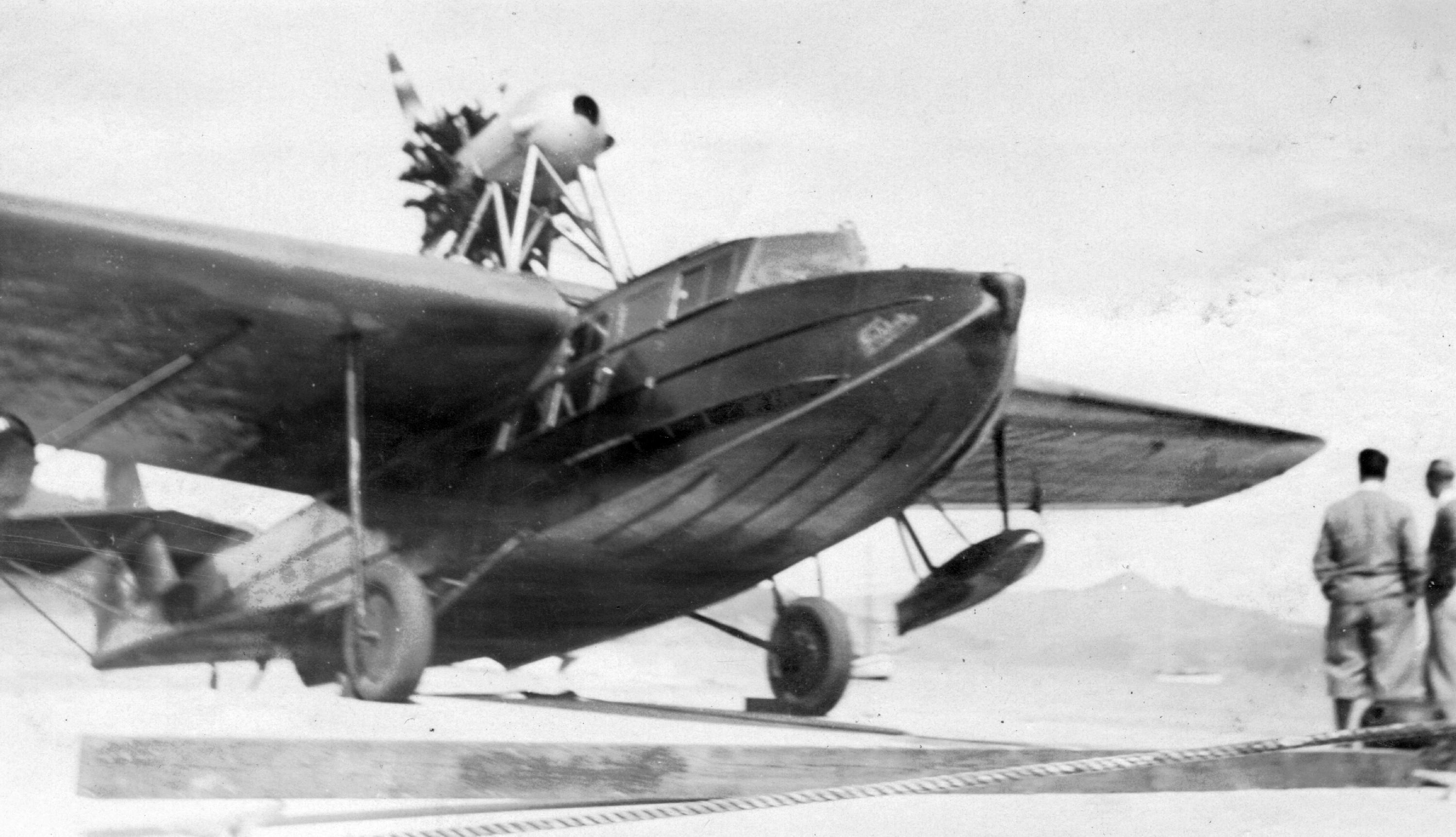
Fokker F.11a

De Fokker F-11, ook bekend als Fokker B.IV, was een luxe watervliegtuig dat eind jaren 20 in de Verenigde Staten als 'luchtjacht' werd geproduceerd. Technisch gezien was het toestel de Model 9 van Fokker Aircraft Corporation of America. De eerste vlucht was in 1928. 

## Historie
Het Fokker watervliegtuig werd verkocht in Noord-Amerika als de Fokker F-11 en in Europa als de Fokker B.IV. Nadat zes vliegtuigen waren geproduceerd, werd duidelijk dat het ontwerp niet goed zou verkopen. Een paar werden verkocht, waaronder twee aan opmerkelijke multimiljonairs; Harold Vanderbilt en Garfield Wood kochten er elk een. Eén werd gekocht door Air Ferries in San Francisco. De F-11A werd verkocht voor 40.000 dollar. Deze prijs werd verlaagd naar 32.500 dollar als gevolg van de depressie. De F-11 was een commerciële mislukking.

## Specificaties
- Type: Fokker F-11
- Bemanning: 2
- Passagiers: 6
- Type: privévliegtuig
- Spanwijdte: 18 m
- Maximum startgewicht: 3105 kg

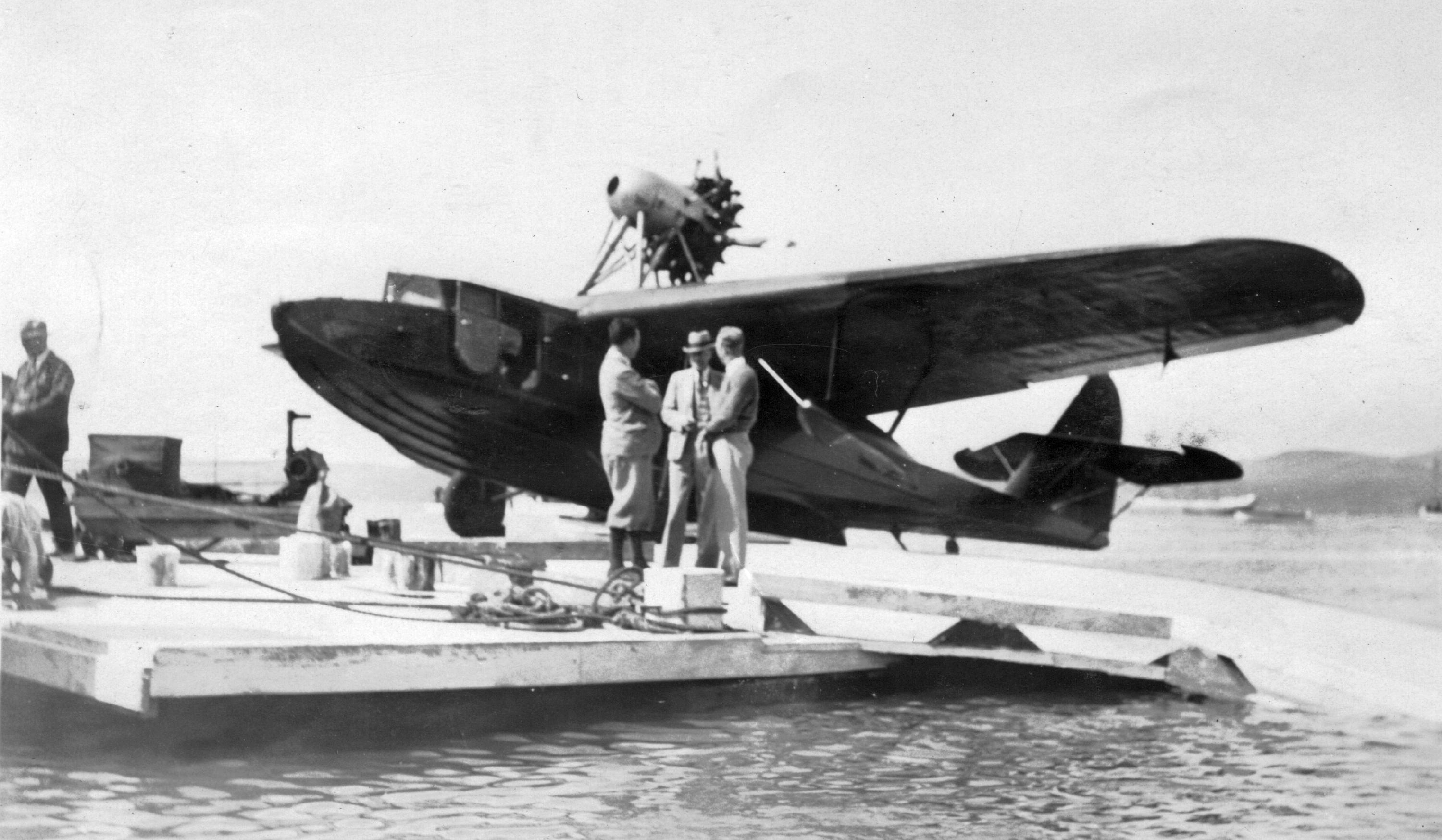
Fokker F.11a van Air Ferries op een watervliegtuighelling in San Francisco

- Motor: 1 × Wright R-1750D Cyclone 9 stermotor, 525 pk (392 kW)

- Maximumsnelheid: 180 km/u
- Kruissnelheid: 153 km/u
- Vliegbereik: 640 km

## Verwijzingen
- http://www.letletlet-warplanes.com/2008/06/04/dutch-flying-boats-and-amphibians/